# 稲葉正吉 (政治家)
稲葉 正吉（いなば しょうきち、1952年（昭和27年）3月22日 - ）は、日本の政治家。元愛知県蒲郡市長（2期）。

## 来歴
愛知県三谷町（現・蒲郡市）に生まれ育つ。学生時代は体育会ヨット部に所属し、マネージャーを務めた。19歳のとき父親を交通事故で亡くし、公務員を志す。1974年3月、愛知大学法経学部法学科卒業。同年4月、蒲郡市職員に採用される。2010年4月から2011年7月まで蒲郡市副市長を務めた。
2011年10月16日執行の蒲郡市長選挙に、金原久雄前市長と半数以上の市議から支援を受けて無所属で立候補。元市議長の大場久充、元県議の大竹正人ら3候補を破り初当選した。投票率は53.66%。同年11月7日、蒲郡市長就任。
2015年、無投票で2期目の当選。
2019年6月27日、任期満了に伴う市長選（10月20日投票）に出馬しない意向を表明した。
2022年春の叙勲で旭日双光章を受章。
2025年7月9日、昨年の4月に公益通報による市職員採用試験に関する不適切介入についての調査報告が公開された。市の調査委員会は当該介入年度である2013年〜2014年について報告書では調査範囲の限界から認定はしないが、蓋然性はあると報告されたため2025年現在の愛知県蒲郡市市長が談話で再発防止を含めた内容を公開した。